# Bruant de Godlewski
Emberiza godlewskii
Espèce
Statut de conservation UICN

 LC  : Préoccupation mineure
Le Bruant de Godlewski (Emberiza godlewskii) est une espèce de passereau de la famille des Emberizidae.
Il doit son nom au naturaliste et explorateur polonais Wiktor Godlewski.

## Répartition
Son aire s'étend de manière discontinue à travers la Chine, la Mongolie et le sud de la Sibérie.

## Habitat
Il fréquente les zones de dénivelées rocheuses forestières, de ravins etc.

## Galerie

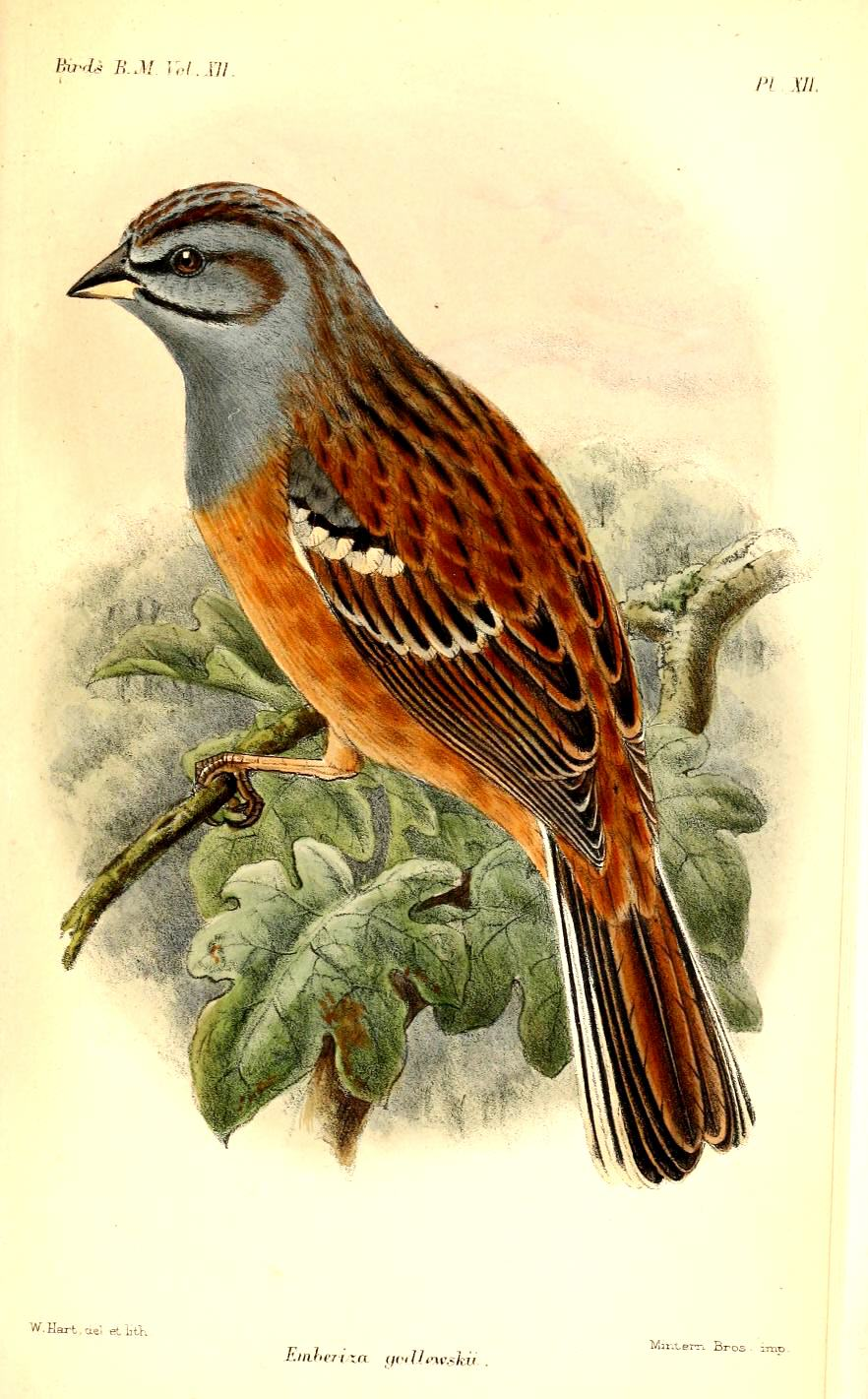